# 田中允山
田中 允山（たなか いんざん、1902年〈明治35年〉2月11日 - 1968年〈昭和43年〉1月4日）は日本の尺八奏者。本名は田中 右三郎。

## 来歴
1902年（明治35年）埼玉県に生まれる。早稲田大学商科在学当時より尺八を学び、同大学中退後も研鑽を重ねた。1936年（昭和11年）からはコロムビアの専属となり尺八のレコード吹込を行った。著書に『五線譜から尺八譜のとり方』や『尺八読本』、『流行歌謡曲の吹き方』などがある。晩年は尺八は持たず、芸術文化振興に努めたが1968年（昭和43年）に自宅にて脳溢血で死去。71歳没。